# Georges-Kévin Nkoudou
Georges-Kévin Nkoudou Mbida (ur. 13 lutego 1995 w Wersalu) – kameruńsko-francuski piłkarz, występujący na pozycji pomocnika w saudyjskim klubie Damac FC oraz w reprezentacji Kamerunu. Uczestnik Mistrzostw Świata 2022 oraz Pucharu Narodów Afryki 2023.
Wychowanek FC Nantes, w swojej karierze grał także w takich klubach jak: Olympique Marsylia, Tottenham Hotspur, Burnley, Monaco i Beşiktaş JK.

## Statystyki kariery
(aktualne na dzień 7 maja 2019)
| Klub               | Sezon              | Liga               | Liga  | Liga   | Puchar kraju | Puchar kraju | Puchar ligi | Puchar ligi | Europa | Europa | Suma  | Suma   |
| Klub               | Sezon              | Liga               | Mecze | Bramki | Mecze        | Bramki       | Mecze       | Bramki      | Mecze  | Bramki | Mecze | Bramki |
| ------------------ | ------------------ | ------------------ | ----- | ------ | ------------ | ------------ | ----------- | ----------- | ------ | ------ | ----- | ------ |
| Nantes             | 2013/14            | Ligue 1            | 6     | 0      | 0            | 0            | 2           | 1           | –      | –      | 8     | 1      |
| Nantes             | 2014/15            | Ligue 1            | 28    | 2      | 3            | 0            | 1           | 0           | –      | –      | 32    | 2      |
| Olympique Marsylia | 2015/16            | Ligue 1            | 28    | 5      | 5            | 0            | 1           | 1           | 7      | 4      | 41    | 9      |
| Tottenham Hotspur  | 2016/17            | Premier League     | 8     | 0      | 2            | 0            | 2           | 0           | 3      | 0      | 15    | 0      |
| Tottenham Hotspur  | 2017/18            | Premier League     | 1     | 0      | 1            | 0            | 2           | 0           | 2      | 1      | 6     | 1      |
| Burnley            | 2017/18            | Premier League     | 8     | 0      | 1            | 0            | 2           | 0           | 0      | 0      | 11    | 0      |
| Tottenham Hotspur  | 2018/19            | Premier League     | 1     | 0      | 0            | 0            | 1           | 0           | 0      | 0      | 2     | 0      |
| Monaco             | 2018/19            | Ligue 1            | 3     | 0      | 0            | 0            | 0           | 0           | 0      | 0      | 3     | 0      |
| Ogólnie w karierze | Ogólnie w karierze | Ogólnie w karierze | 83    | 7      | 12           | 0            | 11          | 2           | 12     | 5      | 118   | 14     |